# George Elliott Clarke

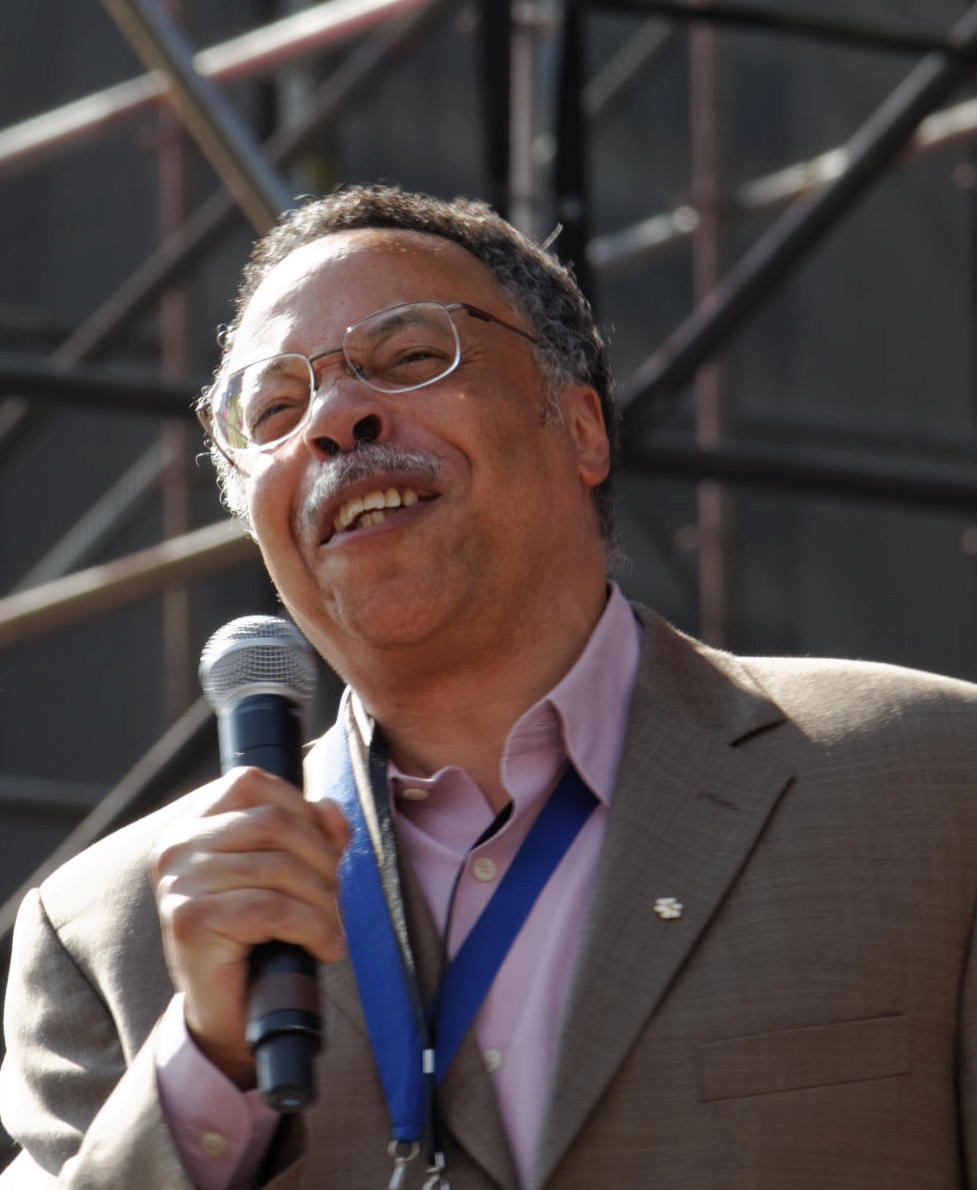
George Elliott Clarke rezitiert (2015).

George Elliott Clarke, ONS, OC (* 12. Februar 1960 in Windsor Plains, Neuschottland) ist ein kanadischer Dichter und E.J. Pratt-Professor für Literatur an der University of Toronto.
Clarkes zweibändige Anthologie Fire on the Water (Lawrencetown Beach: Pottersfield Press, 1991) versammelte zum ersten Mal Texte der afrikanischstämmigen Diaspora in den kanadischen Ostküstenprovinzen, wo als Resultat von Sklaverei und Sklavenhandel vor 1800 sowie der Flucht von Afroamerikanern nach dem Unabhängigkeitskrieg und dem Krieg von 1812 eine eigene Bevölkerungsgruppe mit afrikanischen Vorfahren lebt. In einer Mischung aus "african" und dem älteren französisch-mi'kmaq Wort für die Gegend, Acadie, nannte Clarke sie "Africadians".
Clarkes poetische Werke zeichnen sich durch Überschreitungen von Genregrenzen und durch eine Mischung klassischer Formen mit mündlicher Tradition, Jazz- und Bluesrhythmen aus; sein bekanntestes Werk bisher ist Whylah Falls (1991, 2001, auch als Hörspiel und Drama produziert). 2001 erhielt Clarke den renommierten Governor General's Award. Herausragende Vertreterin der Africadian Literatur ist neben Clarke die Lehrerin Maxine Tynes (1949 -).

## Bibliographie
- Saltwater Spirituals and Deeper Blues (1983), Gedichtband
- Lush Dreams, Blue Exile: Fugitive Poems (1995), Gedichtband
- Eyeing the North Star: Directions in African Canadian Literature (1997), repräsentative Anthologie von 21 Werken schwarzer Lit.
- Gold Indigoes (1999), Gedichtband
- Beatrice Chancy (1999), Theaterstück nach Motiven der Geschichte der Beatrice Cenci[1]
- Blue (2001), Gedichtband
- Execution Poems: Black Acadian Tragedy of George and Rue (2001), Gedichtband
- Odysseys Home: Mapping African Canadian Literature (2002), Sachbuch
- Illuminated Verses (2005), Gedichtband
- George and Rue (2005), Roman
- Black (2006), Gedichtband
- I and I (2007), Gedichtband
- Trudeau: Long March and Shining Path (2007), Theaterstück
- Blues and Bliss (2008), Gedichtband zusammen mit John Paul Fiorentino
- Directions Home: Approaches to African Canadian Literature (2011), Sachbuch